# غراهام ووكر (دراجات نارية)
غراهام ووكر (بالإنجليزية: Graham Walker)‏ كان متسابق دراجات نارية، مذيع وصحفي إنجليزي شارك في كأس جزيرة مان السياحية 15 مرة انطلاقا من سنة 1920 إلى 1934 وفاز بها في سنة 1931.